# Alexis Lozano
Alexis Lozano Murillo (Quibdó, 10 de julio de 1958) es un músico, director y productor colombiano, fue cocreador junto a Jairo Varela del Grupo Niche, y además creador de la Orquesta Guayacán.

## Biografía
Desde su niñez realizó sus primeras presentaciones con la Timba del barrio Cesar Conto en Quibdó. Se inicia en la ejecución de la guitarra de la mano de sus hermanos Evelio y Cecilio e integra el grupo musical los Tremenditos. En 1970 se vincula a la escuela de música del Padre Isaac Rodríguez, de la catedral de Quibdó, donde recibe los fundamentos técnicos del arte musical tales como solfeo, gramática musical y ejecución de instrumentos de viento.
Fue miembro de la banda San Francisco de Quibdó, y ejecutante de la música folclórica en las chirimías del Chocó. La salsa, de la que se enamoró Lozano, llegó a Colombia a través de los medios de difusión naturales de la música popular: la industria discográfica, la radiodifusión y los conciertos en vivo. Y su llegada no fue anónima ni silenciosa, sino que estuvo cargada de la efervescencia natural que despertó un veterano músico neoyorquino, el pianista Richie Ray, con su cantante Bobby Cruz.
Se radica en Bogotá, a estudiar en la Universidad Nacional de Colombia. Lozano se unió a Jairo Varela, otro nativo de Quibdó y, como codirector musical y co-arreglista, fundó el Grupo Niche. Con Niche participó en su primer sencillo y cuatro elepés, pero debido a diferencias personales, abandonó el grupo para formar su propia banda.
En Bogotá, reunió a un grupo de jóvenes y talentosos músicos, a los que entrenó por tres años hasta que, en 1986, bajo la apelación de Orquesta Guayacán, lanzó Llegó la hora de la verdad. Ese álbum, que relanzó DM Productions en 1995, incluye temas como Vas a llorar, el mismo que alcanzó una nominación en la Feria de Cali.